# Kel Mitchell
Kel Johari Rice Mitchell, mais conhecido como Kel Mitchell ou simplesmente Kel (Chicago, 25 de agosto de 1978) é um ator, comediante, dublador, diretor, roteirista, apresentador, rapper, músico, compositor americano e pastor. Conhecido por integrar o elenco do programa All That da Nickelodeon, ao lado do amigo Kenan Thompson, com quem mais tarde estrelou a sitcom Kenan & Kel, tornando-se mundialmente conhecido por interpretar o personagem Kel Kimble. Ele também participou de vários outros projetos da Nick, como o filme Good Burger (ao lado de Kenan) e a série Game Shakers, além de ter feito várias participações em séries do canal.
Kel também é conhecido por participar dos filmes Mystery Men e Like Mike 2: Streetball, além de ter dado voz aos personagens Bisteca em Clifford, o Gigante Cão Vermelho e Dutch Gordy em Motorcity.

## Biografia
Kel Mitchell nasceu em Chicago, Illinois, Kel é filho do meio de duas irmãs Kenyatta e Kyra. Ele foi casado com Tyisha Hampton-Mitchell por seis anos até seu divórcio em 2005. Casou-se novamente em 8 de janeiro de 2012 com a rapper Ásia Lee. Kel Mitchell é convertido ao Cristianismo desde 2013.

## Carreira
Com 13 anos de idade ele apareceu no teatro de Chicago. Ele estudou no Colégio Santa Mônica na Califórnia, juntamente com o seu amigo, Kenan Thompson. Ficou famoso participando do programa Kenan e Kel um dos principais programas do canal Nickelodeon, que teve sua estreia em 1996, e por seus papéis como Ed nos filmes All That Sketch e Good Burger . O ator fez sua volta às séries da Nickelodeon em uma participação especial na sitcom Sam & Cat, onde ele interpreta Peezy B. O episódio com sua participação estreou em 2014 no Brasil.
Kel foi chamado em Game Shakers, interpretando o rapper "Double G", na Nickelodeon.
Mitchell Apareceu no The Tonight Show com Jimmy Fallon em um Skit com seu Papel icônico como Ed de Good Burger. Mitchell também se reuniu com seu ex-colega Kenan e Kel, Kenan Thompson, que retomou seu Papel icônico como ''Lester Oakes, Construction Worker''.
Em 2015, Kel Mitchell firmou parceria com o clube futebolístico amador Kenan & Kelsen FC, batizado com inspiração em seu antigo programa da rede Nickelodeon e no jusfilósofo austríaco Hans Kelsen. Ao vestir as cores do K&K, Kel Mitchell endossou e confirmou a superioridade esportiva da equipe mais vitoriosa da história da Faculdade de Direito da Universidade Federal do Amazonas, alma mater do clube que posteriormente ganhou notoriedade mundial.
Em 2019, Kel competiu como celebridade participante da 28ª temporada de Dancing with the Stars , da qual ficou em 2º lugar. Em dezembro do mesmo ano, Kel Mitchell se tornou pastor do Spirit Food Christian Center, no bairro de Winnetka em Los Angeles, após 8 anos de trabalho com o centro.

## Vida pessoal
Ele foi casado com Tyisha Hampton-Mitchell por seis anos até o divórcio em 2005. Juntos, eles tiveram dois filhos: Lyric (nascido em 2000) e Allure (nascida em 30 de outubro de 2002). Ele se casou novamente em 25 de fevereiro de 2012 com a rapper Asia Lee. Os dois têm uma filha juntos: Wisdom (nascida em julho de 2017).
Kel se converteu ao cristianismo em 2013. Ele disse que a fé em Deus o afastou de problemas envolvendo álcool, drogas, depressão e pensamentos suicidas, além de ter melhorado o relacionamento com a esposa e seus filhos.

## Filmografia

### Televisão
| Ano     | Título                                      | Papel                      | Notas                                                                                |
| ------- | ------------------------------------------- | -------------------------- | ------------------------------------------------------------------------------------ |
| 1994–99 | All That                                    | Vários                     | Temporadas 1–5                                                                       |
| 1996–00 | Kenan & Kel                                 | Kel Kimble                 |                                                                                      |
| 1996–98 | The Steve Harvey Show                       | Vincent                    | 4 episódios                                                                          |
| 1997    | Sister, Sister                              | Todd                       | Episódio: "Inherit the Twin"                                                         |
| 1998    | Sabrina, the Teenage Witch                  | Ele mesmo                  | Episódio: "Sabrina's Choice"                                                         |
| 1998    | The Rosie O'Donnell Show                    | Ele mesmo                  | Episódio: "20 de outubro"                                                            |
| 1998–99 | Figure It Out                               | Ele mesmo                  | Painelista                                                                           |
| 1999    | The Amanda Show                             | Ele mesmo                  | Episódio: "Episódio 1"                                                               |
| 1999    | Cousin Skeeter                              | Kel Kimble                 | Episódio: "Hoo, I'm Wild Wild West" (Partes 1 & 2)                                   |
| 2000    | Two Heads Are Better Than None              | Kel Kimble                 | Telefilme                                                                            |
| 2000    | Nash Bridges                                | Stephen Dick Clark         | Episódio: "Hit and Run"                                                              |
| 2000–03 | Clifford the Big Red Dog                    | Bisteca                    | voz Nomeado – Prêmio Daytime Emmy de Melhor Ator Em um Programa Animado (2001, 2002) |
| 2000–01 | City Guys                                   | Malcolm                    | Episódios: "Makin' Up is Hard to Do", "Dances with Malcolm"                          |
| 2001    | The Proud Family                            | Carlos                     | voz; episódio: "Forbidden Date"                                                      |
| 2002    | The Nick Cannon Show                        | Ele mesmo                  | Episódio: "Nick Takes Over Style"                                                    |
| 2003    | The Parkers                                 | Freddy                     | 3 episódios                                                                          |
| 2004    | Dance 360                                   | Co-apresentador            |                                                                                      |
| 2004    | Clifford's Puppy Days                       | Bill Mazer                 | voz, 2 episódios                                                                     |
| 2004    | Half & Half                                 | Marlon                     | Episódio: "The Big Not So Loyal Family Episode"                                      |
| 2005    | My Coolest Years                            | Ele mesmo                  | Episódio: "The Rich Kids"                                                            |
| 2005    | Celebrity Autobiography: In Their Own Words | Ele mesmo                  | Especial                                                                             |
| 2005    | All That 10th Anniversary Reunion Special   | Ele mesmo                  | Especial                                                                             |
| 2005    | Complete Savages                            | Sid                        | Episódio: "The Complete Savages in... 'Hot Water'"                                   |
| 2005–06 | One on One                                  | Manny Sellers              | 6 episódios                                                                          |
| 2007    | Polly and Marie                             | Kevin                      | Telefilme                                                                            |
| 2008    | Attack of the Show!                         | Wayne-Bo                   | Episódio: #1.767                                                                     |
| 2009    | Nite Tales: The Series                      | Marty Mac                  | Episódio: "Ima Star"                                                                 |
| 2010    | Freaknik: The Musical                       | Vários personagens         | voz; especial                                                                        |
| 2010    | Pink Panther and Pals                       | Formiga                    | voz                                                                                  |
| 2012    | Good Luck Charlie                           | M.C.                       | Episódio: "Battle of the Bands"                                                      |
| 2012    | Motorcity                                   | Dutch Gordy                | voz                                                                                  |
| 2012    | The First Family                            | Shady / Swash              | Episódios: "The First Makeover", "The First Embarrassment"                           |
| 2012–15 | Wild Grinders                               | Jay Jay                    | voz                                                                                  |
| 2013    | Sam & Cat                                   | Peezy B                    | Episódio: "#PeezyB"                                                                  |
| 2014    | The Thundermans                             | Sensei Kenny               | Episódio: "Have An Ice Birthday"                                                     |
| 2014    | Friends of the People                       | Kel                        | Episódio: "Hustle Gods"                                                              |
| 2014    | Liv & Maddie                                | Q pop                      | Episódio: "Howl-A-Rooney"                                                            |
| 2015    | Ridin' with Burgess                         | Lamar                      | voz; episódio: "Piloto"                                                              |
| 2015    | VeggieTales in the House                    | Tiny Ervilha e Sr. Ervilha | voz                                                                                  |
| 2015–19 | Game Shakers                                | Double G                   |                                                                                      |
| 2016    | Double Dare Anniversary Special             | Ele mesmo                  | Participante no primeiro jogo filmado na San Diego Comic-Con                         |
| 2017    | Henry Danger                                | Double G                   | Crossover especial: "Danger Games"                                                   |
| 2017    | 90's House                                  | Ele mesmo                  | Episódio: "The One With the Sitcom"                                                  |
| 2018    | Wild 'N Out                                 | Ele mesmo                  | Episódio: "All That Takeover"                                                        |
| 2018    | Double Dare                                 | Ele mesmo                  | Participante; episódio: "Team Kel vs. Team Kenan"                                    |
| 2019    | Tails of Valor                              | Apresentador               |                                                                                      |
| 2019    | All That                                    | Vários                     | Elenco recorrente; também produtor executivo (temporada 11)                          |
| 2019    | SpongeBob SquarePants                       | Beans McBeans / Ele mesmo  | Especial: "SpongeBob's Big Birthday Blowout"                                         |
| 2019    | Dancing with the Stars                      | Participante               | Temporada 28                                                                         |
| 2020    | The Substitute                              | Ele mesmo                  | Episódio: "Kel Mitchell"                                                             |

### Filmes
| Ano  | Título                                          | Papel                                     | Notas                                                    |
| ---- | ----------------------------------------------- | ----------------------------------------- | -------------------------------------------------------- |
| 1997 | Good Burger                                     | Ed                                        |                                                          |
| 1999 | Mystery Men                                     | Garoto Invisível                          |                                                          |
| 2000 | The Adventures of Rocky and Bullwinkle          | Martin                                    |                                                          |
| 2004 | Kel Videos Live – This Face Belongs on the Tube | Ele mesmo                                 | Diretamente em vídeo                                     |
| 2004 | Kel Videos Live – Is That the Mitchell's Boy?   | Ele mesmo                                 | Diretamente em vídeo                                     |
| 2004 | Clifford's Really Big Movie                     | Bisteca                                   | voz                                                      |
| 2005 | Ganked                                          | Ricky Barry                               | Diretamente em vídeo                                     |
| 2006 | Like Mike 2: Streetball                         | Ray                                       | Diretamente em vídeo                                     |
| 2006 | Where Is Love Waiting                           | Tony                                      |                                                          |
| 2007 | Honeydripper                                    | Junebug                                   |                                                          |
| 2008 | Don't Touch If You Ain't Prayed 2               | Curtis                                    | Diretamente em vídeo                                     |
| 2009 | N.C.B.S.                                        | Brannen                                   |                                                          |
| 2009 | See Dick Run                                    | Rich Jones                                |                                                          |
| 2011 | Dance Fu!                                       | Chicago Pulaski Jones / Pretty Eyed Willy | Diretamente em vídeo; também co-roteirista e co-produtor |
| 2011 | Battle of Los Angeles                           | Lt. Tyler Laughlin                        | Diretamente em vídeo                                     |
| 2013 | Caught on Tape                                  | Marlon                                    |                                                          |

### Videoclipes
| Ano  | Título               | Artista     | Papel                                                                                    |
| ---- | -------------------- | ----------- | ---------------------------------------------------------------------------------------- |
| 1999 | "All Star"           | Smash Mouth | Garoto Invisível / James, personagem de Mystery Men do qual o clipe compõe trilha sonora |
| 2004 | "All Falls Down"     | Kanye West  | Ponta                                                                                    |
| 2017 | "Young Dumb & Broke" | Khalid      | Cozinheiro ("o tio da merenda")                                                          |

## Discografia

### Singles
Fonte:
- 1996: "Watch Me Do My Thing" (por Immature com Smooth e Kel Mitchell) para All That: The Album
- 1997: "We're All Dudes" (de Less Than Jake e Kel Mitchell) para a trilha sonora de Good Burger
- 1999: "Who Are Those Mystery Men" (por Kel Mitchell e os MAFT Emcees apresentando Romaine Jones e Simbi Khali) para a trilha sonora de Mystery Men
- 1999: "Pedal to the Steel" (de Youngstown com Kel Mitchell) para o álbum Let's Roll
- 2015: "Kel Mitchell" (por Spec com Asia Lee e Kel Mitchell) para o álbum Spec Vacancy
- 2022: "Blessed Mode" by Kel Mitchell featuring nobigdyl and Scootie Wop